# Réhahn
Réhahn (născut la 4 mai 1979, în Bayeux, Normandia, Franța) este un artist, autor și colecționar francez stabilit în Hội An, Vietnam. Lucrările sale îmbină fotografia, patrimoniul și reflecția estetică, cu un accent deosebit pe memorie, transmitere și tradițiile pe cale de dispariție, în special în Vietnam, Cuba, Malaezia și India.

## Carieră
În 2007, artistul a vizitat Vietnamul pentru prima dată, în cadrul unei misiuni umanitare organizate de asociația franceză Les Enfants du Viêtnam. Acolo a început să exploreze cultura țării și a realizat peste 50.000 de fotografii.
În 2011, după mai multe călătorii, s-a stabilit în orașul Hội An, clasificat ca patrimoniu mondial UNESCO. A realizat portretul Zâmbetul ascuns cu doamna Xong, căpitanul unei mici bărci turistice. Această fotografie a fost publicată în peste 100 de articole de presă la nivel mondial. În 2014, a ales această imagine ca copertă a primei sale cărți, Vietnam, Mosaic of Contrasts.
Pe 15 iunie 2016, Réhahn a apărut în emisiunea Échappées belles pe canalul France 5, într-un episod dedicat Vietnamului.
Ulterior, a publicat două volume: Vietnam, Mosaic of Contrasts, Volumul II (2015) și Vietnam, Mosaic of Contrasts, Volumul III (2020). A mai publicat și The Collection, 10 Years of Photography (2018) și 100 Iconic Portraits (2019), care evidențiază munca sa fotografică din Cuba, Malaezia, America Centrală și de Sud și Subcontinentul Indian, precum și din Vietnam.

## Lucrări notabile
- Best Friends: realizată în 2014, această fotografie o înfățișează pe Kim Luan, o fetiță Mnong de șase ani, în fața unui elefant. Agenția de presă britanică Caters a publicat imaginea în peste 25 de țări. Fotografia a apărut pe coperțile mai multor reviste, inclusiv Conde Nast Traveler, The Times și National Geographic.[8]

- Hidden Smile: portretul doamnei Xong, căpitan al unei mici ambarcațiuni turistice, a fost selectat pentru colecția permanentă a Muzeului Femeii Vietnameze din Hanoi. În 2015, fotografiile Best Friends și Hidden Smile au fost incluse și în colecția Muzeului Casa de Asia din Havana, Cuba, în cadrul expoziției Valiosa Herencia.[9]

- An Phuoc: această imagine a fost publicată în numeroase publicații din Vietnam și în presa internațională, precum National Geographic, BBC, Business Insider, Independent UK, și a apărut pe coperțile revistelor Globe-Trotters și Géo din Franța.[10]

## Premii și recunoașteri

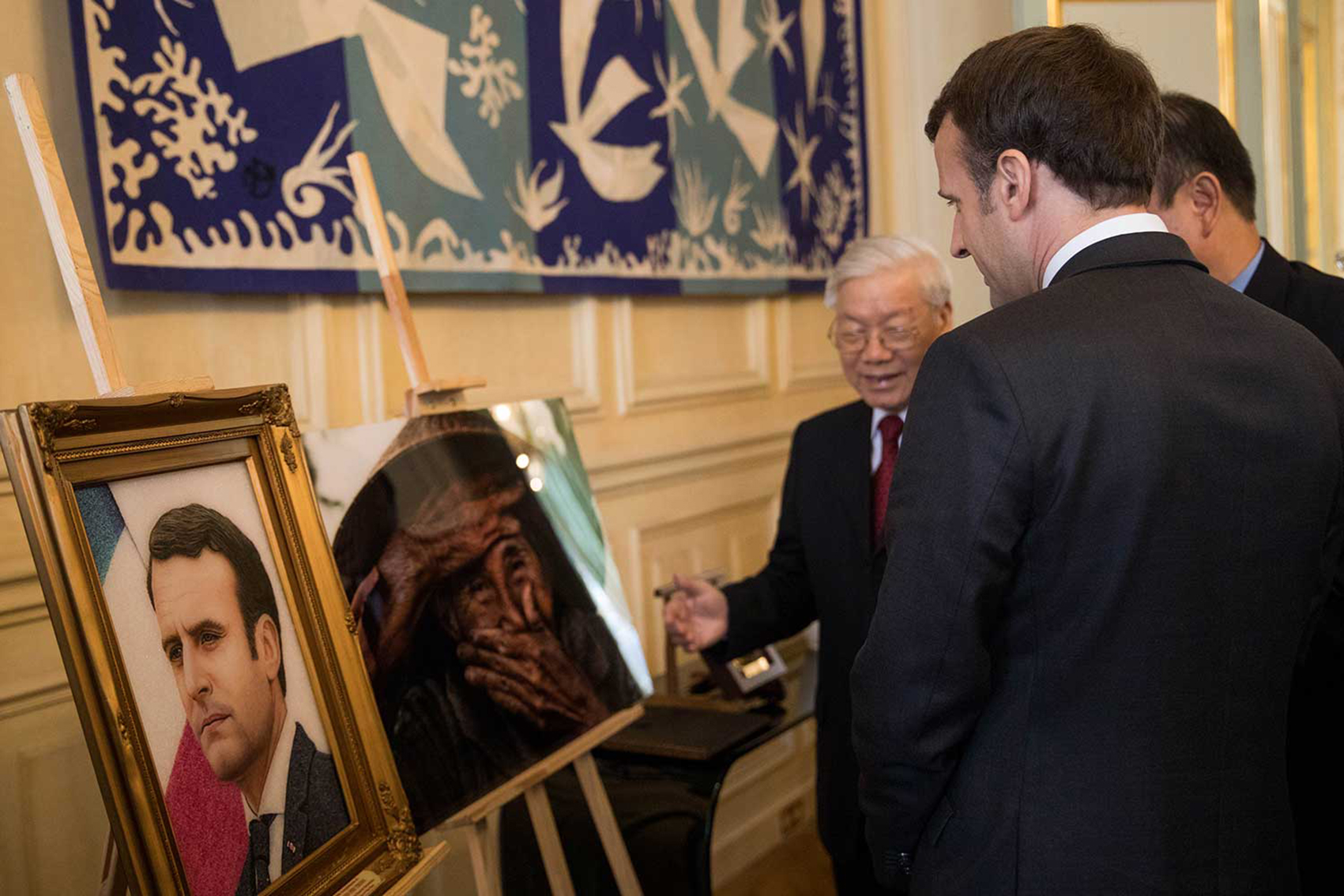
Președintele Emmanuel Macron primește o ediție limitată a portretului „Hidden Smile”.

În decembrie 2014, Réhahn a fost clasat pe locul al patrulea în Top 10 al celor mai cunoscuți fotografi de călătorie din lume de către site-ul boredpanda.com.
În ianuarie 2016, a fost desemnat al doilea cel mai popular fotograf francez pe internet de către site-ul francez lense.fr.
În martie 2018, în cadrul unei ceremonii oficiale care a marcat 45 de ani de relații diplomatice între Franța și Vietnam, secretarul general al Partidului Comunist din Vietnam, Nguyen Phu Trong, care a devenit ulterior președinte, i-a oferit președintelui francez Emmanuel Macron un exemplar în ediție limitată al portretului Hidden Smile.
Tot în martie 2018, Réhahn a primit premiul Trophée des Français de l'Étranger acordat de site-ul de informații francez lepetitjournal.com.

## Proiectul „Precious Heritage”
În 2010, în timpul unei călătorii pentru a întâlni grupurile etnice din nordul Vietnamului, Réhahn a descoperit diversitatea și bogăția culturală a acestor comunități, dar și fragilitatea patrimoniului lor. Costumele tradiționale, dialectele, ritualurile și cunoștințele ancestrale sunt în pericol de dispariție, în timp ce țara continuă să se modernizeze. Réhahn a început să colecteze costume tradiționale oferite de șefii de sate, cu scopul de a le conserva și de a le face cunoscute publicului larg.
La 1 ianuarie 2017, a deschis muzeul Precious Heritage Art Gallery Museum pentru a promova înțelegerea și recunoașterea grupurilor etnice din Vietnam. Întins pe o suprafață de 500 m², acest spațiu cultural expune peste 200 de portrete fotografice ale membrilor fiecărui grup etnic în costumele lor tradiționale. În plus, sunt expuse peste 65 de costume autentice. Fiecare grup este prezentat împreună cu povestea întâlnirii cu Réhahn, în limbile engleză, franceză și vietnameză.
În 2020, Réhahn și-a încheiat misiunea principală: să cerceteze, să întâlnească și să documenteze toate cele 54 de grupuri etnice oficial recunoscute în Vietnam.

## Fotografia impresionistă
În 2022, Réhahn a dezvoltat un nou stil: fotografia impresionistă, care estompează granițele dintre fotografie și pictură. Inspirat de Impresionism și Postimpresionism, care pun accentul pe lumină, momente trecătoare și esența emoțională a unei scene, artistul a început să experimenteze această tehnică.
În 2023, orașul Honfleur a organizat o expoziție în aer liber pentru a marca 50 de ani de relații diplomatice între Franța și Vietnam. Evenimentul a prezentat aproximativ patruzeci de fotografii ale lui Réhahn, expuse de-a lungul „Jardin des Personnalités”, un loc simbolic legat de istoria impresionismului. La inaugurare au participat ambasadorul Vietnamului în Franța, Excelența Sa Dinh Toan Thang, și primarul orașului Honfleur, Michel Lamarre.
Lucrarea fotografică a lui Réhahn se inspiră din estetica impresionistă, explorând efectele luminii, mișcării și compoziției. Într-un articol publicat în Lenscratch, artistul și-a exprimat interesul pentru pictură, menționându-i ca influențe pe Claude Monet, Edgar Degas, Paul Cézanne și Vincent van Gogh. El își propune să creeze fotografii „care arată ca niște picturi”. Abordarea sa include și tehnici compoziționale inspirate din japonism.
În 2024, Réhahn a publicat volumul Impressionism, de la fotografie la pictură, o lucrare care explorează fundamentele impresionismului și le conectează cu propria sa cercetare fotografică. După un prolog poetic, cartea abordează marile teme ale mișcării impresioniste, dezbaterile privind pictura en plein air și reflecțiile asupra artei portretului. Referindu-se la picturi de epocă și fotografii cu influențe impresioniste, volumul stabilește un dialog între trecut și prezent, arătând cum Réhahn se inspiră din maeștrii impresionismului reinventând textura și lumina în fotografia contemporană.
În mai 2025, Royal Photographic Society i-a dedicat un articol în RPS Journal, intitulat What would Van Gogh have made of Vietnam?. Articolul explorează modul în care Réhahn, inspirat de scrisorile lui Van Gogh în timpul pandemiei, a experimentat tehnici fotografice pentru a evoca pictura impresionistă fără retușuri digitale. Sunt evidențiate utilizarea reflexiilor din apă și a fumului provenit din incendii agricole pentru a produce efecte vizuale asemănătoare tușelor de pensulă impresioniste.

## Publicații
Réhahn a publicat mai multe cărți de fotografie bilingve, axate adesea pe Vietnam și pe conceptul de efemeritate.
- Réhahn (ianuarie 2014). Vietnam, Mosaic of Contrasts Volume I (în franceză și engleză), ISBN 978-604-936-436-5
- Réhahn (noiembrie 2015). Vietnam, Mosaic of Contrasts Volume II (în franceză și engleză), ISBN 978-604-86-9307-7
- Réhahn (decembrie 2018). The Collection, 10 Years of Photography (în franceză și engleză)
- Réhahn (noiembrie 2019). 100 Iconic Portraits (în franceză și engleză), ISBN 978-604-951-621-4
- Réhahn (februarie 2020). Vietnam, Mosaic of Contrasts Volume III (în franceză și engleză), ISBN 978-604-86-4292-1
- Réhahn (octombrie 2024). Impressionism, From Photography to Painting (în franceză și engleză)

## Colecția de manuscrise

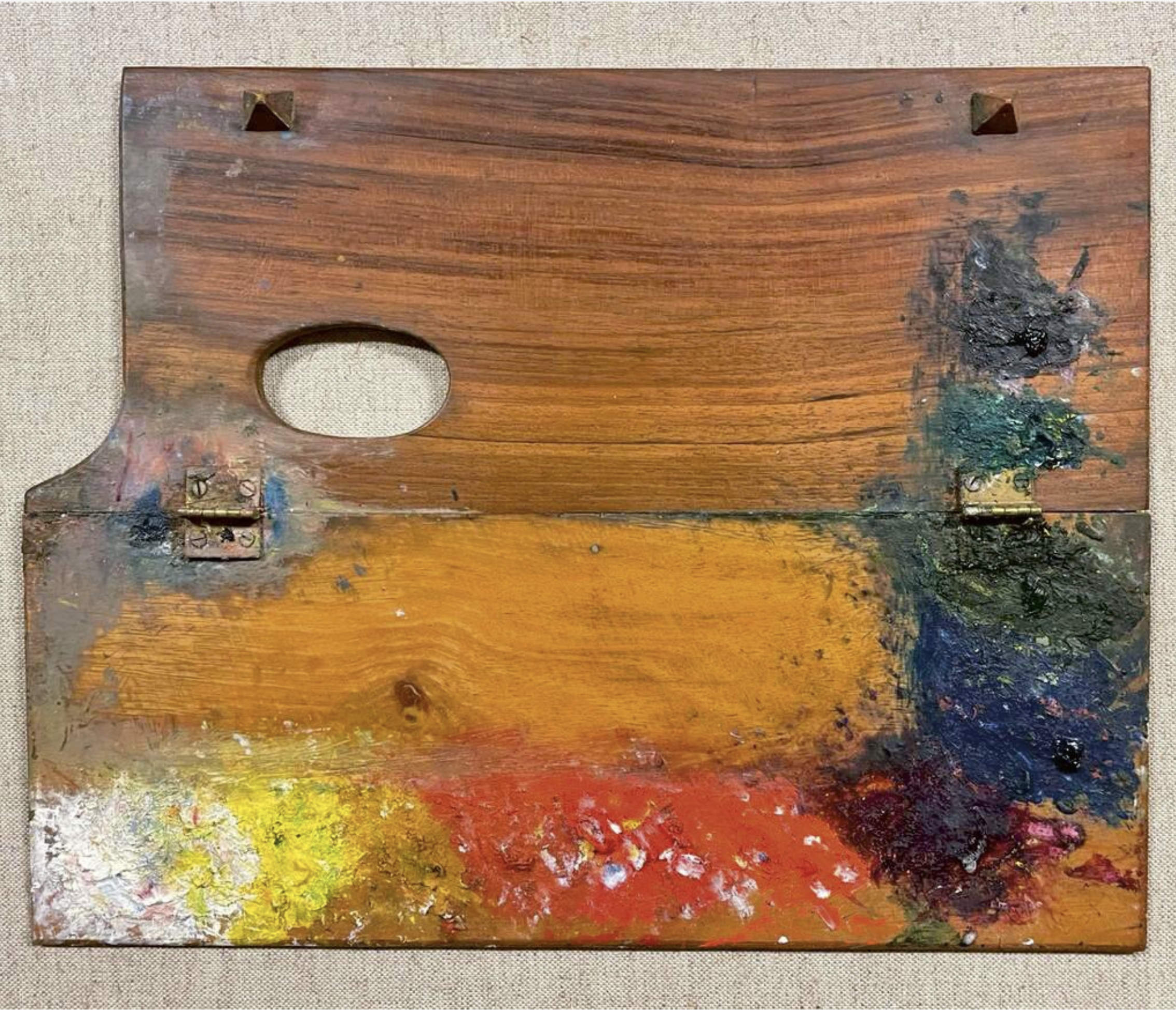
Caillebotte’s Folding Palette – Réhahn’s Private Collection

Réhahn este, de asemenea, colecționar de manuscrise și ediții rare dedicate lui Alfred de Musset. A început această colecție la vârsta de 17 ani, cu achiziționarea unei prime ediții a poetului romantic. Potrivit Centrului de Studii și Cercetări „Editare/Interpretare” (CÉRÉdI) de la Universitatea din Rouen, colecția sa include în prezent peste o sută de manuscrise autografe, ediții rare, scrisori inedite și documente legate de viața și opera lui Musset, constituind cea mai mare colecție privată dedicată acestui autor.
El colaborează cu profesorul Sylvain Ledda, specialist în Musset, la publicarea lucrării Musset, la collection Réhahn, ce urmează a fi editată de editura Hermann. De asemenea, participă la activitățile științifice ale CÉRÉdI în cadrul proiectului „Site Musset” și al inițiativelor de valorizare a patrimoniului literar normand.
Potrivit revistei Beaux Arts Magazine, colecția sa conține, de asemenea, piese remarcabile, cum ar fi paleta de pictură a lui Gustave Caillebotte, expusă la New York în anii 1980, și procesul-verbal scris de mână al duelului dintre Édouard Manet și criticul Edmond Duranty, redactat de Émile Zola, martor al confruntării.

## Proiectul „Giving Back” și angajamentul umanitar
Proiectul „Giving Back” reprezintă modalitatea prin care artistul își asumă o responsabilitate socială, întorcând ceva comunităților care l-au inspirat. Prin această filosofie a fotografiei responsabile, atât subiectul cât și fotograful beneficiază de pe urma proiectului. Inițiativa vizează redistribuirea unei părți din veniturile generate de vânzarea lucrărilor sale pentru a finanța acțiuni sociale și educaționale, în special în sprijinul minorităților etnice fotografiate. Proiectul sprijină, de asemenea, nevoi individuale (medicale, educaționale sau alimentare) și contribuie la îmbunătățirea condițiilor de trai pe termen lung în mai multe comunități din Vietnam.
Totul a început cu Madame Xong. După ce portretul ei a fost publicat pe coperta primei sale cărți, Vietnam, Mosaic of Contrasts, Volumul I, Réhahn i-a oferit o barcă nouă pentru a putea continua să primească turiști în Hội An.
În septembrie 2018, BBC a publicat un articol însoțit de portretul lui An Phuoc, intitulat „Fotografiile care schimbă vieți”. Articolul prezintă proiectul „Giving Back” alături de inițiativele altor fotografi, precum Ami Vitale și Kenro Izu.
Proiectul „Giving Back” a fost lăudat și de Christina Noble, fondatoarea organizației Christina Noble Children’s Foundation, care i-a adresat o scrisoare publică, numindu-l pe Réhahn „o comoară rară” și aplaudând angajamentul său artistic și umanitar. Ea a scris:
„Proiectul tău *Giving Back* m-a emoționat profund: te întorci în satele și comunitățile pe care le-ai fotografiat și le aduci sprijin pentru a-și îmbunătăți calitatea vieții. Asta demonstrează dedicarea ta față de umanitate.”
Ea a menționat, de asemenea, contribuția lui Réhahn la fundația CNCF, în sprijinul a sute de copii defavorizați din Vietnam.
În 2007, Réhahn a descoperit Vietnamul în cadrul unei misiuni umanitare cu organizația franceză Les Enfants du Vietnam. Acolo a întâlnit-o pe Ti, o tânără din Hội An, pe care a decis să o susțină la distanță, împreună cu sora ei, Ni. Aceste întâlniri au marcat începutul unui angajament de lungă durată cu comunitățile locale.
Contribuțiile sale concrete includ crearea de infrastructură educațională în diferite provincii din țară:
- Nghĩa Lộ (Yên Bái): adăpost pentru 24 de eleve Hmong.
- Sa Loong (Kon Tum): centru de zi pentru 20 de copii Sédang, Muong și Dë Trieng.
- K'Nai (Lâm Đồng): grădiniță și cantină pentru 150 de copii Chu Ru și K’Ho.
- Đắk Tô (Kon Tum): adăpost pentru 40 de fete Sédang și Rơ Măm.
- Thanh An (Gia Lai): viitor centru pentru 70 de copii Jarai și Bahnar.

În 2017, Réhahn a deschis Precious Heritage Art Gallery Museum în Hội An. Gratuit și finanțat din surse proprii, muzeul este dedicat păstrării culturii celor 54 de grupuri etnice vietnameze, prin portrete, costume tradiționale și mărturii documentate pe teren.
În 2019, a inaugurat Muzeul Co Tu, în districtul rural Tây Giang. Este primul muzeu privat din Vietnam dedicat exclusiv unui singur grup etnic. Construit în stilul tradițional al unei case comunitare guol, muzeul funcționează ca centru cultural și loc simbolic pentru transmiterea patrimoniului material și imaterial. Este deschis tuturor și este gestionat de comunitatea Co Tu.